# Pharangispa
Pharangispa is een geslacht van kevers uit de familie bladkevers (Chrysomelidae).
De wetenschappelijke naam van het geslacht werd in 1929 gepubliceerd door Maulik.

## Soorten
- Pharangispa alpiniae (Samuelson, 1990)
- Pharangispa cristobala (Gressitt, 1957)
- Pharangispa fasciata (Gressitt, 1957)
- Pharangispa heliconiae (Gressitt, 1990)
- Pharangispa purpureipennis (Maulik, 1929)